# Наша эра (мини-сериал)
«Наша эра» (лат. Anno Domini, A.D.) — исторический мини-телесериал (6 серий). Поставлен по сценарию писателя Энтони Берджесса продюсером Винченцо ЛаБелла (создатель «Иисуса из Назарета»).

## Сюжет
Рассказывает о жизни и деятельности Святого Петра в Древнем Риме после распятия Иисуса; о становлении христианства во времена царствования римских императоров от Тиберия до Нерона (30-69 гг н. э.); о столкновении культур: дряхлой, жестокой, имперской — и молодой, человеколюбивой, христианской. Кульминацией являются эпизоды прозрения Савла и травля детей христиан собаками на арене цирка. Между ними — преобразование языческой души, подготовившее принятие христианства Римом. В фильме сделана попытка отказаться от обычных стереотипов религиозно-исторических боевиков.

## В ролях
- Энтони Эндрюс — Нерон
- Джеймс Мэйсон — Тиберий
- Иэн Макшейн — Сеян
- Ава Гарднер — Агриппина
- Денис Квили — Петр
- Аманда Пэйс — Сара
- Дайан Венора — Коринна
- Ричард Кили — Клавдий
- Бен Верин — Рой-Маг
- Тони Вогель — Акуила
- Джек Уорден — Кокций Нерва
- Джон Макинери — Калигула
- Филипп Сейер — Апостол Павел
- Дженнифер O’Нейл — Мессалина
- Фернандо Рей — Сенека
- Энтони Зербе — Понтий Пилат
- Майкл Вилдинг — Иисус Христос
- Гарольд Каскет — Каиафа
- Пол Фриман — центурион Корнелиус
- Colleen Dewhurst (Antonia)
- David Heston (Festus)
- John Houseman (rabbi Gamaliel)
- Millie Perkins (Marie)
- Richard Roundtree (laniste Serpenius)
- Susan Sarandon (Livilla)
- Neil Dickson (Valérius)
- Cecil Humphreys (Caleb)
- Ralph Arliss (Samuel)
- Mike Gwilym (Pallas)
- Davyd Harries (Thomas)
- Peter Howell (Atticus)
- Norma Martinelli (Apicata)
- Vincenzo Ricotta (l’Essénien)
- Rebecca Saire (Ruth)
- Bruce Winant (Seth)
- Philip Anthony (Jacques le Majeur)
- Brian Badcoe (père de Corinna)
- Joss Buckley (Mathieu)